# Departamento Iriondo
Das Departamento Iriondo liegt im südlichen Zentrum der Provinz Santa Fe im Zentrum Argentiniens und ist eine von 19 Verwaltungseinheiten der Provinz.
Es grenzt im Norden an das Departamento San Jerónimo, im Osten und Südosten an das Departamento San Lorenzo, im Süden an das Departamento Caseros und im Westen an das Departamento Belgrano. 
Die Hauptstadt des Departamento San Lorenzo (Santa Fe) ist Cañada de Gómez. 

## Bevölkerung
Nach Schätzungen des INDEC stieg die Bevölkerungszahl von 65.486 Einwohnern (2001) auf 66.424 Einwohner im Jahre 2005.

## Städte und Gemeinden
Das Departamento Iriondo ist in folgende Gemeinden aufgeteilt:
- Bustinza
- Cañada de Gómez
- Carrizales
- Classon
- Correa
- Lucio V. López
- Oliveros
- Pueblo Andino
- Salto Grande
- Serodino
- Totoras
- Villa Eloisa

Koordinaten: 32° 42′ S, 61° 24′ W